# Liste der Nummer-eins-Hits in Kanada (2014)
Dies ist eine Liste der Nummer-eins-Hits in Kanada im Jahr 2014. Die basiert auf den offiziellen Top-20-Album- und Trackcharts von Music Canada im Auftrag der kanadischen IFPI.

## Singles
| ← 2013 ← | Liste der Nummer-eins-Hits in Kanada | Liste der Nummer-eins-Hits in Kanada       | Liste der Nummer-eins-Hits in Kanada | 2015 →                    |
| \| Zeitraum \| Wo. ges. \| Interpret \| Titel Autor(en) \| Zusätzliche Informationen \| \| (Zeitraum, Wochen auf Platz eins, Interpret, Titel, Autor[en], zusätzliche Informationen) \| \| \| \| \| \| ----------------------------------------------------------------------------------------- \| -------- \| ------------------------------------------ \| ------------------------------------------------------------------------------------------------------------------------------------------------------------------- \| ------------------------- \| \| 4. Dezember 2013 – 21. Januar 2014 7 Wochen \| 7 \| Pitbull feat. Kesha \| Timber Lukasz Gottwald, Henry Walter, Kesha Sebert, Armando C. Pérez, Priscilla Hamilton, Jamie Sanderson, Breyan Stanley Isaac, Lee Oskar, Keri Oskar, Greg Errico \| – \| \| 22. Januar 2014 – 28. Januar 2014 1 Woche \| 1 \| A Great Big World feat. Christina Aguilera \| Say Something Mike Campbell, Ian Axel, Chad Vaccarino \| – \| \| 29. Januar 2014 – 25. Februar 2014 4 Wochen \| 4 \| Katy Perry feat. Juicy J \| Dark Horse Max Martin, Lukasz Gottwald, Jordan Houston, Katy Perry, Henry Walter, Sarah Hudson \| – \| \| 26. Februar 2014 – 29. April 2014 9 Wochen \| 9 \| Pharrell Williams \| Happy Pharrell Williams \| – \| \| 30. April 2014 – 6. Mai 2014 1 Woche (insgesamt 3) \| 3 \| John Legend \| All of Me John Stephens, Toby Gad \| – \| \| 7. Mai 2014 – 13. Mai 2014 1 Woche \| 1 \| Ariana Grande feat. Iggy Azalea \| Problem Max Martin, Savan Kotecha, Ilya Salmanzadeh, Iggy Azalea \| – \| \| 14. Mai 2014 – 27. Mai 2014 2 Wochen (insgesamt 3) \| 3 \| John Legend \| All of Me John Stephens, Toby Gad \| – \| \| 28. Mai 2014 – 17. Juni 2014 3 Wochen (insgesamt 5) \| 5 \| Iggy Azalea feat. Charli XCX \| Fancy Jason Pebworth, George Astasio, Jon Shave, Jon Turner, Kurtis McKenzie, Charlotte Aitchison, Iggy Azalea \| – \| \| 18. Juni 2014 – 24. Juni 2014 1 Woche (insgesamt 3) \| 3 \| Sam Smith \| Stay with Me James Napier, Sam Smith, William Phillips \| – \| \| 25. Juni 2014 – 1. Juli 2014 1 Woche (insgesamt 5) \| 5 \| Iggy Azalea feat. Charli XCX \| Fancy Jason Pebworth, George Astasio, Jon Shave, Jon Turner, Kurtis McKenzie, Charlotte Aitchison, Iggy Azalea \| – \| \| 2. Juli 2014 – 8. Juli 2014 1 Woche (insgesamt 3) \| 3 \| Sam Smith \| Stay with Me James Napier, Sam Smith, William Phillips \| – \| \| 9. Juli 2014 – 15. Juli 2014 1 Woche (insgesamt 5) \| 5 \| Iggy Azalea feat. Charli XCX \| Fancy Jason Pebworth, George Astasio, Jon Shave, Jon Turner, Kurtis McKenzie, Charlotte Aitchison, Iggy Azalea \| – \| \| 16. Juli 2014 – 22. Juli 2014 1 Woche \| 1 \| Florida Georgia Line \| Dirt Rodney Clawson, Chris Tompkins \| – \| \| 23. Juli 2014 – 29. Juli 2014 1 Woche (insgesamt 3) \| 3 \| Sam Smith \| Stay with Me James Napier, Sam Smith, William Phillips \| – \| \| 30. Juli 2014 – 5. August 2014 1 Woche \| 1 \| Jason Aldean \| Burnin' It Down Tyler Hubbard, Brian Kelley \| – \| \| 6. August 2014 – 12. August 2014 1 Woche \| 1 \| Jessie J, Ariana Grande & Nicki Minaj \| Bang Bang Max Martin, Savan Kotecha, Onika Maraj, Rickard Göransson \| – \| \| 13. August 2014 – 19. August 2014 1 Woche \| 1 \| Maroon 5 \| Maps Adam Levine, Ryan Tedder, Benjamin Levin, Noel Zancanella, Ammar Malik \| – \| \| 20. August 2014 – 26. August 2014 1 Woche (insgesamt 10) \| 10 \| Meghan Trainor \| All About That Bass Kevin Kadish, Meghan Trainor \| – \| \| 27. August 2014 – 9. September 2014 2 Wochen \| 2 \| Taylor Swift \| Shake It Off Max Martin, Johan Schuster, Taylor Swift \| – \| \| 10. September 2014 – 21. Oktober 2014 6 Wochen (insgesamt 10) \| 10 \| Meghan Trainor \| All About That Bass Kevin Kadish, Meghan Trainor \| – \| \| 22. Oktober 2014 – 28. Oktober 2014 1 Woche \| 1 \| Taylor Swift \| Out of the Woods Taylor Swift, Jack Antonoff \| – \| \| 29. Oktober 2014 – 18. November 2014 3 Wochen (insgesamt 10) \| 10 \| Meghan Trainor \| All About That Bass Kevin Kadish, Meghan Trainor \| – \| \| 19. November 2014 – 23. Dezember 2014 5 Wochen \| 5 \| Taylor Swift \| Blank Space Max Martin, Shellback, Taylor Swift \| – \| \| 24. Dezember 2014 – 17. Februar 2015 8 Wochen (insgesamt 15) \| 15 \| Mark Ronson feat. Bruno Mars \| Uptown Funk Mark Ronson, Jeff Bhasker, Bruno Mars, Philip Lawrence \| – \| |                                      |                                            | |                           |
| ← 2013 |                                      |                                            | | → 2015 →                  |
| Zeitraum | Wo. ges.                             | Interpret                                  | Titel Autor(en) | Zusätzliche Informationen |
| (Zeitraum, Wochen auf Platz eins, Interpret, Titel, Autor[en], zusätzliche Informationen) |                                      |                                            | |                           |
| 4. Dezember 2013 – 21. Januar 2014 7 Wochen | 7                                    | Pitbull feat. Kesha                        | Timber Lukasz Gottwald, Henry Walter, Kesha Sebert, Armando C. Pérez, Priscilla Hamilton, Jamie Sanderson, Breyan Stanley Isaac, Lee Oskar, Keri Oskar, Greg Errico | –                         |
| 22. Januar 2014 – 28. Januar 2014 1 Woche | 1                                    | A Great Big World feat. Christina Aguilera | Say Something Mike Campbell, Ian Axel, Chad Vaccarino | –                         |
| 29. Januar 2014 – 25. Februar 2014 4 Wochen | 4                                    | Katy Perry feat. Juicy J                   | Dark Horse Max Martin, Lukasz Gottwald, Jordan Houston, Katy Perry, Henry Walter, Sarah Hudson                                                                      | –                         |
| 26. Februar 2014 – 29. April 2014 9 Wochen | 9                                    | Pharrell Williams                          | Happy Pharrell Williams | –                         |
| 30. April 2014 – 6. Mai 2014 1 Woche (insgesamt 3) | 3                                    | John Legend                                | All of Me John Stephens, Toby Gad | –                         |
| 7. Mai 2014 – 13. Mai 2014 1 Woche | 1                                    | Ariana Grande feat. Iggy Azalea            | Problem Max Martin, Savan Kotecha, Ilya Salmanzadeh, Iggy Azalea | –                         |
| 14. Mai 2014 – 27. Mai 2014 2 Wochen (insgesamt 3) | 3                                    | John Legend                                | All of Me John Stephens, Toby Gad | –                         |
| 28. Mai 2014 – 17. Juni 2014 3 Wochen (insgesamt 5) | 5                                    | Iggy Azalea feat. Charli XCX               | Fancy Jason Pebworth, George Astasio, Jon Shave, Jon Turner, Kurtis McKenzie, Charlotte Aitchison, Iggy Azalea                                                      | –                         |
| 18. Juni 2014 – 24. Juni 2014 1 Woche (insgesamt 3) | 3                                    | Sam Smith                                  | Stay with Me James Napier, Sam Smith, William Phillips | –                         |
| 25. Juni 2014 – 1. Juli 2014 1 Woche (insgesamt 5) | 5                                    | Iggy Azalea feat. Charli XCX               | Fancy Jason Pebworth, George Astasio, Jon Shave, Jon Turner, Kurtis McKenzie, Charlotte Aitchison, Iggy Azalea                                                      | –                         |
| 2. Juli 2014 – 8. Juli 2014 1 Woche (insgesamt 3) | 3                                    | Sam Smith                                  | Stay with Me James Napier, Sam Smith, William Phillips | –                         |
| 9. Juli 2014 – 15. Juli 2014 1 Woche (insgesamt 5) | 5                                    | Iggy Azalea feat. Charli XCX               | Fancy Jason Pebworth, George Astasio, Jon Shave, Jon Turner, Kurtis McKenzie, Charlotte Aitchison, Iggy Azalea                                                      | –                         |
| 16. Juli 2014 – 22. Juli 2014 1 Woche | 1                                    | Florida Georgia Line                       | Dirt Rodney Clawson, Chris Tompkins | –                         |
| 23. Juli 2014 – 29. Juli 2014 1 Woche (insgesamt 3) | 3                                    | Sam Smith                                  | Stay with Me James Napier, Sam Smith, William Phillips | –                         |
| 30. Juli 2014 – 5. August 2014 1 Woche | 1                                    | Jason Aldean                               | Burnin' It Down Tyler Hubbard, Brian Kelley | –                         |
| 6. August 2014 – 12. August 2014 1 Woche | 1                                    | Jessie J, Ariana Grande & Nicki Minaj      | Bang Bang Max Martin, Savan Kotecha, Onika Maraj, Rickard Göransson                                                                                                 | –                         |
| 13. August 2014 – 19. August 2014 1 Woche | 1                                    | Maroon 5                                   | Maps Adam Levine, Ryan Tedder, Benjamin Levin, Noel Zancanella, Ammar Malik                                                                                         | –                         |
| 20. August 2014 – 26. August 2014 1 Woche (insgesamt 10) | 10                                   | Meghan Trainor                             | All About That Bass Kevin Kadish, Meghan Trainor | –                         |
| 27. August 2014 – 9. September 2014 2 Wochen | 2                                    | Taylor Swift                               | Shake It Off Max Martin, Johan Schuster, Taylor Swift | –                         |
| 10. September 2014 – 21. Oktober 2014 6 Wochen (insgesamt 10) | 10                                   | Meghan Trainor                             | All About That Bass Kevin Kadish, Meghan Trainor | –                         |
| 22. Oktober 2014 – 28. Oktober 2014 1 Woche | 1                                    | Taylor Swift                               | Out of the Woods Taylor Swift, Jack Antonoff | –                         |
| 29. Oktober 2014 – 18. November 2014 3 Wochen (insgesamt 10) | 10                                   | Meghan Trainor                             | All About That Bass Kevin Kadish, Meghan Trainor | –                         |
| 19. November 2014 – 23. Dezember 2014 5 Wochen | 5                                    | Taylor Swift                               | Blank Space Max Martin, Shellback, Taylor Swift | –                         |
| 24. Dezember 2014 – 17. Februar 2015 8 Wochen (insgesamt 15) | 15                                   | Mark Ronson feat. Bruno Mars               | Uptown Funk Mark Ronson, Jeff Bhasker, Bruno Mars, Philip Lawrence                                                                                                  | –                         |

## Alben
| ← 2013 ← | Liste der Nummer-eins-Hits in Kanada | Liste der Nummer-eins-Hits in Kanada | Liste der Nummer-eins-Hits in Kanada         | 2015 →                    |
| \| Zeitraum \| Wo. ges. \| Interpret \| Titel \| Zusätzliche Informationen \| \| (Zeitraum, Wochen auf Platz eins, Interpret, Titel, zusätzliche Informationen) \| \| \| \| \| \| ------------------------------------------------------------------------------ \| -------- \| ----------------------------- \| -------------------------------------------- \| ------------------------- \| \| 18. Dezember 2013 – 1. Januar 2014 2 Wochen (insgesamt 4) \| 4 \| Beyoncé \| Beyoncé \| – \| \| 2. Januar 2014 – 7. Januar 2014 1 Woche \| 1 \| Eminem \| The Marshall Mathers LP 2 \| – \| \| 8. Januar 2014 – 21. Januar 2014 2 Wochen (insgesamt 4) \| 4 \| Beyoncé \| Beyoncé \| – \| \| 22. Januar 2014 – 28. Januar 2014 1 Woche \| 1 \| Bruce Springsteen \| High Hopes \| – \| \| 29. Januar 2014 – 11. Februar 2014 2 Wochen \| 2 \| Verschiedene Interpreten \| 2014 Grammy Nominees \| – \| \| 12. Februar 2014 – 18. Februar 2014 1 Woche (insgesamt 2) \| 2 \| Bruno Mars \| Unorthodox Jukebox \| – \| \| 19. Februar 2014 – 25. Februar 2014 1 Woche \| 1 \| Eric Church \| The Outsiders \| – \| \| 26. Februar 2014 – 4. März 2014 1 Woche (insgesamt 7) \| 7 \| (Soundtrack) \| Frozen \| – \| \| 5. März 2014 – 11. März 2014 1 Woche \| 1 \| Schoolboy Q \| Oxymoron \| – \| \| 12. März 2014 – 25. März 2014 2 Wochen \| 2 \| Serge Fiori \| Serge Fiori \| – \| \| 26. März 2014 – 8. April 2014 2 Wochen (insgesamt 7) \| 7 \| (Soundtrack) \| Frozen \| – \| \| 9. April 2014 – 15. April 2014 1 Woche \| 1 \| 5 Seconds of Summer \| She Looks So Perfect EP \| – \| \| 16. April 2014 – 13. Mai 2014 4 Wochen (insgesamt 7) \| 7 \| (Soundtrack) \| Frozen \| – \| \| 14. Mai 2014 – 20. Mai 2014 1 Woche \| 1 \| Sarah McLachlan \| Shine On \| – \| \| 21. Mai 2014 – 27. Mai 2014 1 Woche \| 1 \| The Black Keys \| Turn Blue \| – \| \| 28. Mai 2014 – 3. Juni 2014 1 Woche \| 1 \| Coldplay \| Ghost Stories \| – \| \| 4. Juni 2014 – 10. Juni 2014 1 Woche \| 1 \| Bobby Bazini \| Where I Belong \| – \| \| 11. Juni 2014 – 17. Juni 2014 1 Woche \| 1 \| Miranda Lambert \| Platinum \| – \| \| 18. Juni 2014 – 24. Juni 2014 1 Woche \| 1 \| Jack White \| Lazaretto \| – \| \| 25. Juni 2014 – 1. Juli 2014 1 Woche \| 1 \| Lana Del Rey \| Ultraviolence \| – \| \| 2. Juli 2014 – 15. Juli 2014 2 Wochen (insgesamt 3) \| 3 \| Ed Sheeran \| × \| – \| \| 16. Juli 2014 – 22. Juli 2014 1 Woche \| 1 \| Sia \| 1000 Forms of Fear \| – \| \| 23. Juli 2014 – 29. Juli 2014 1 Woche \| 1 \| Rise Against \| The Black Market \| – \| \| 30. Juli 2014 – 5. August 2014 1 Woche \| 1 \| 5 Seconds of Summer \| 5 Seconds of Summer \| – \| \| 6. August 2014 – 12. August 2014 1 Woche \| 1 \| Tom Petty & the Heartbreakers \| Hypnotic Eye \| – \| \| 13. August 2014 – 26. August 2014 2 Wochen \| 2 \| (Soundtrack) \| Guardians of the Galaxy – Awesome Mix Vol. 1 \| – \| \| 27. August 2014 – 2. September 2014 1 Woche \| 1 \| Wiz Khalifa \| Blacc Hollywood \| – \| \| 3. September 2014 – 9. September 2014 1 Woche \| 1 \| Ariana Grande \| My Everything \| – \| \| 10. September 2014 – 23. September 2014 2 Wochen \| 2 \| Maroon 5 \| V \| – \| \| 24. September 2014 – 30. September 2014 1 Woche \| 1 \| Barbra Streisand \| Partners \| – \| \| 1. Oktober 2014 – 7. Oktober 2014 1 Woche \| 1 \| Leonard Cohen \| Popular Problems \| – \| \| 8. Oktober 2014 – 14. Oktober 2014 1 Woche \| 1 \| Bryan Adams \| Tracks of My Years \| – \| \| 15. Oktober 2014 – 21. Oktober 2014 1 Woche \| 1 \| Jason Aldean \| Old Boots, New Dirt \| – \| \| 22. Oktober 2014 – 28. Oktober 2014 1 Woche \| 1 \| You+Me \| Rose Ave. \| – \| \| 29. Oktober 2014 – 4. November 2014 1 Woche \| 1 \| Slipknot \| .5: The Gray Chapter \| – \| \| 5. November 2014 – 18. November 2014 2 Wochen (insgesamt 8) \| 8 \| Taylor Swift \| 1989 \| – \| \| 19. November 2014 – 25. November 2014 1 Woche \| 1 \| Pink Floyd \| The Endless River \| – \| \| 26. November 2014 – 2. Dezember 2014 1 Woche \| 1 \| One Direction \| Four \| – \| \| 3. Dezember 2014 – 9. Dezember 2014 1 Woche \| 1 \| Verschiedene Interpreten \| Shady XV \| – \| \| 10. Dezember 2014 – 16. Dezember 2014 1 Woche \| 1 \| AC/DC \| Rock or Bust \| – \| \| 17. Dezember 2014 – 20. Januar 2015 5 Wochen (insgesamt 8) \| 8 \| Taylor Swift \| 1989 \| – \| |                                      |                                      |                                              |                           |
| ← 2013 |                                      |                                      |                                              | → 2015 →                  |
| Zeitraum | Wo. ges.                             | Interpret                            | Titel                                        | Zusätzliche Informationen |
| (Zeitraum, Wochen auf Platz eins, Interpret, Titel, zusätzliche Informationen) |                                      |                                      |                                              |                           |
| 18. Dezember 2013 – 1. Januar 2014 2 Wochen (insgesamt 4) | 4                                    | Beyoncé                              | Beyoncé                                      | –                         |
| 2. Januar 2014 – 7. Januar 2014 1 Woche | 1                                    | Eminem                               | The Marshall Mathers LP 2                    | –                         |
| 8. Januar 2014 – 21. Januar 2014 2 Wochen (insgesamt 4) | 4                                    | Beyoncé                              | Beyoncé                                      | –                         |
| 22. Januar 2014 – 28. Januar 2014 1 Woche | 1                                    | Bruce Springsteen                    | High Hopes                                   | –                         |
| 29. Januar 2014 – 11. Februar 2014 2 Wochen | 2                                    | Verschiedene Interpreten             | 2014 Grammy Nominees                         | –                         |
| 12. Februar 2014 – 18. Februar 2014 1 Woche (insgesamt 2) | 2                                    | Bruno Mars                           | Unorthodox Jukebox                           | –                         |
| 19. Februar 2014 – 25. Februar 2014 1 Woche | 1                                    | Eric Church                          | The Outsiders                                | –                         |
| 26. Februar 2014 – 4. März 2014 1 Woche (insgesamt 7) | 7                                    | (Soundtrack)                         | Frozen                                       | –                         |
| 5. März 2014 – 11. März 2014 1 Woche | 1                                    | Schoolboy Q                          | Oxymoron                                     | –                         |
| 12. März 2014 – 25. März 2014 2 Wochen | 2                                    | Serge Fiori                          | Serge Fiori                                  | –                         |
| 26. März 2014 – 8. April 2014 2 Wochen (insgesamt 7) | 7                                    | (Soundtrack)                         | Frozen                                       | –                         |
| 9. April 2014 – 15. April 2014 1 Woche | 1                                    | 5 Seconds of Summer                  | She Looks So Perfect EP                      | –                         |
| 16. April 2014 – 13. Mai 2014 4 Wochen (insgesamt 7) | 7                                    | (Soundtrack)                         | Frozen                                       | –                         |
| 14. Mai 2014 – 20. Mai 2014 1 Woche | 1                                    | Sarah McLachlan                      | Shine On                                     | –                         |
| 21. Mai 2014 – 27. Mai 2014 1 Woche | 1                                    | The Black Keys                       | Turn Blue                                    | –                         |
| 28. Mai 2014 – 3. Juni 2014 1 Woche | 1                                    | Coldplay                             | Ghost Stories                                | –                         |
| 4. Juni 2014 – 10. Juni 2014 1 Woche | 1                                    | Bobby Bazini                         | Where I Belong                               | –                         |
| 11. Juni 2014 – 17. Juni 2014 1 Woche | 1                                    | Miranda Lambert                      | Platinum                                     | –                         |
| 18. Juni 2014 – 24. Juni 2014 1 Woche | 1                                    | Jack White                           | Lazaretto                                    | –                         |
| 25. Juni 2014 – 1. Juli 2014 1 Woche | 1                                    | Lana Del Rey                         | Ultraviolence                                | –                         |
| 2. Juli 2014 – 15. Juli 2014 2 Wochen (insgesamt 3) | 3                                    | Ed Sheeran                           | ×                                            | –                         |
| 16. Juli 2014 – 22. Juli 2014 1 Woche | 1                                    | Sia                                  | 1000 Forms of Fear                           | –                         |
| 23. Juli 2014 – 29. Juli 2014 1 Woche | 1                                    | Rise Against                         | The Black Market                             | –                         |
| 30. Juli 2014 – 5. August 2014 1 Woche | 1                                    | 5 Seconds of Summer                  | 5 Seconds of Summer                          | –                         |
| 6. August 2014 – 12. August 2014 1 Woche | 1                                    | Tom Petty & the Heartbreakers        | Hypnotic Eye                                 | –                         |
| 13. August 2014 – 26. August 2014 2 Wochen | 2                                    | (Soundtrack)                         | Guardians of the Galaxy – Awesome Mix Vol. 1 | –                         |
| 27. August 2014 – 2. September 2014 1 Woche | 1                                    | Wiz Khalifa                          | Blacc Hollywood                              | –                         |
| 3. September 2014 – 9. September 2014 1 Woche | 1                                    | Ariana Grande                        | My Everything                                | –                         |
| 10. September 2014 – 23. September 2014 2 Wochen | 2                                    | Maroon 5                             | V                                            | –                         |
| 24. September 2014 – 30. September 2014 1 Woche | 1                                    | Barbra Streisand                     | Partners                                     | –                         |
| 1. Oktober 2014 – 7. Oktober 2014 1 Woche | 1                                    | Leonard Cohen                        | Popular Problems                             | –                         |
| 8. Oktober 2014 – 14. Oktober 2014 1 Woche | 1                                    | Bryan Adams                          | Tracks of My Years                           | –                         |
| 15. Oktober 2014 – 21. Oktober 2014 1 Woche | 1                                    | Jason Aldean                         | Old Boots, New Dirt                          | –                         |
| 22. Oktober 2014 – 28. Oktober 2014 1 Woche | 1                                    | You+Me                               | Rose Ave.                                    | –                         |
| 29. Oktober 2014 – 4. November 2014 1 Woche | 1                                    | Slipknot                             | .5: The Gray Chapter                         | –                         |
| 5. November 2014 – 18. November 2014 2 Wochen (insgesamt 8) | 8                                    | Taylor Swift                         | 1989                                         | –                         |
| 19. November 2014 – 25. November 2014 1 Woche | 1                                    | Pink Floyd                           | The Endless River                            | –                         |
| 26. November 2014 – 2. Dezember 2014 1 Woche | 1                                    | One Direction                        | Four                                         | –                         |
| 3. Dezember 2014 – 9. Dezember 2014 1 Woche | 1                                    | Verschiedene Interpreten             | Shady XV                                     | –                         |
| 10. Dezember 2014 – 16. Dezember 2014 1 Woche | 1                                    | AC/DC                                | Rock or Bust                                 | –                         |
| 17. Dezember 2014 – 20. Januar 2015 5 Wochen (insgesamt 8) | 8                                    | Taylor Swift                         | 1989                                         | –                         |